# كيف تكذب مع الإحصاء (كتاب)
كيف تكذب مع الإحصاء هو كتاب من تأليف داريل هوف في عام 1954، يعرض مقدمة للإحصاء للقارئ العام. كان هوف صحفياً ليس إحصائياً، وكتب العديد من المقالات المُبتدئة ب «كيف» ككاتب مستقل. الكتاب عبارة عن مجلد مصور موجز ومنسم يوضح إساءة استخدام الإحصائيات والأخطاء في تفسير الإحصائيات، وكيف يمكن أن تؤدي هذه الأخطاء إلى استنتاجات غير صحيحة.
في الستينيات والسبعينيات من القرن الماضي، أصبح مقدمة كتابية قياسية لموضوع الإحصاء للعديد من طلاب الجامعات، وأحد أكثر كتب الإحصاء مبيعًا في التاريخ، حيث بيع منه أكثر من مليون ونصف المليون نسخة باللغة الإنجليزية. كما تمت ترجمته على نطاق واسع.
تشمل موضوعات الكتاب «الارتباط لا يعني السببية» و «استخدام العينات العشوائية». يوضح أيضًا كيف يمكن استخدام الرسوم البيانية الإحصائية لتشويه الواقع، على سبيل المثال عن طريق اقتطاع الجزء السفلي من مخطط خطي أو شريطي، ستبدو الاختلافات أكبر مما هي عليه، أو عن طريق تمثيل كميات أحادية البعد على رسم تخطيطي بمقدار اثنين أو ثلاثة كائنات ذات أبعاد لمقارنة أحجامها، بحيث ينسى القارئ أن الصور لا يتم قياسها بنفس الطريقة التي تعمل بها الكميات.